# Марченко, Владимир Иванович (актёр)
Влади́мир Ива́нович Ма́рченко (2 августа 1943, Хабаровский край — 20 февраля 2021, Екатеринбург) — советский и российский актёр театра и кино, театральный педагог. Народный артист РСФСР (1982).

## Биография
Родился в небольшом городке Хабаровского края, в простой семье. В 1963 году окончил театральную студию при Владивостокском краевом драматическом театре (педагог Г. И. Топчиев), владел игрой на гитаре, имел неплохие вокальные данные и был принят в труппу театра. Проработав год, уехал на Урал, вслед за однокурсницей Тамарой Сухонос, в сезон 1964—1965 годов оба были артистами Нижнетагильского драматического театра.
С сентября 1965 года — актёр Свердловского театра драмы, куда переехал также с Т. Сухонос. В декабре того же года был призван в Советскую армию. Под конец службы летом 1968 года получил от А. Л. Соколова, ставшего главным режиссёром театра, письмо — «Ждём Вас!» и осенью вернулся в Свердловск. «Актёр острой социальной темы» с типажом положительного героя, Марченко быстро вошёл в репертуарные спектакли о советском производстве, играя рабочих: правильных, идеологически подкованных. В 1972 году был выдвинут от Свердловской области для участия во Всесоюзном туре смотра творческих достижений артистической молодёжи.

…и ростом высок, и лицом привлекателен, и в манерах располагающе прост…
легко можно понять, почему с первых же шагов в творческой биографии выпускника театральной студии из Владивостока всё большее и большее место занимали образы сверстников, героев годов шестидесятых-семидесятых.
— Л. Алексеев, «Вечерний Свердловск» № 302 1973
Так можно придти к фабричной штамповке роли. Каждый актёр имеет не записанный в штатном расписании «круг своих обязанностей». Иногда полезно выходить за его пределы.
Слом наработанного типажа произошёл в 1975 году, когда Соколов, ставивший «Гамлета» У. Шекспира, неожиданно для многих и для самого актёра предложил главную роль именно ему. Для этого специально познакомил Марченко с Л. Н. Коганом, много говорившим с артистом о литературе, об истории, о Шекспире.
И при постановке «Плодов просвещения» Л. Толстого в 1978 году Соколов неожиданно предложил актёру роль слуги Григория, далеко не главную, но зато с характером.
Этапным стало для него исполнение Ленина в спектакле по публицистической драме М. Шатрова «Синие кони на красной траве», где изначально не ставилась задача внешнего сходства. 
С 1978 года преподавал в Свердловском театральном училище (с 1985 года — Свердловский государственный театральный институт), с 1982 года заведовал кафедрой театрального факультета Уральской государственной консерватории. 
Марченко прошёл через многие жизненные перипетии и стал одиноким волком. Ему не по нутру бегать в стае. А вот оказывать влияние — это то, что у него очень хорошо получается. И поэтому, наверное, случился его приход в педагогику.
В 1983 году окончил заочное отделение ГИТИСа имени А. В. Луначарского. В 1986 году выпустил свой первый актёрский курс в Свердловском театральном институте. Среди его выпускников: Светлана Замараева, Александр Баров (1986), Ирина Ермолова, Олег Комаров, Ольга Коржева (1990), Даниил Донченко (1994), Евгений Аксёнов (1998), Инга Матис (2002), на его курсе начинали учиться Константин Юшкевич и Виктор Логинов. В 1986—2009 годах — заведующий кафедрой мастерства актёра ЕГТИ, сменив уехавшего в Москву В. А. Курочкина. Профессор кафедры с 2010 года, одновременно был художественным руководителем курса. Владимир Бабенко, ректор ЕГТИ в 1985—2016 годах, отзывается о Марченко как о легендарном педагоге.
Выступал в областной печати.
В 1987 осуществил режиссёрский дебют, поставив «Сад без земли» Л. Разумовской. В отсутствие главного режиссёра в кризисные перестроечные годы временно возглавлял театр. В Свердловской драме Марченко проработал до 2004 года, оставив сцену по собственному решению.
Член КПСС, был заместителем секретаря партийной организации театра. Член правления Свердловской организации Союза театральных деятелей России.
Скончался 20 февраля 2021 года в Екатеринбурге. Похоронен на Широкореченском кладбище.

### Семья
Первая жена — Тамара Васильевна Сухонос (род. 1943), актриса театра, в дальнейшем — Зимина (по мужу).

## Театральные роли
- 1968 — «Аргонавты» Ю. Эдлиса — Андрей
- 1968 — «В день свадьбы» В. Розова — Женя[комм. 1]
- 1968 — «Валенсианская вдова» Л. де Вега — Слуга[комм. 2]
- 1968 — «Встречи поздние и ранние» В. Пановой — Арефьев[комм. 3]
- 1968 — «Захудалое королевство» Г. Селянина и И. Ционского — 2-й глашатай[комм. 4]
- 1968 — «Приваловские миллионы» Д. Мамина-Сибиряка — Пётр, рабочий[комм. 5]
- 1968 — «Рассудите нас, люди» по одноимённому роману А. Андреева — Алексей[комм. 6]
- 1969 — «Вас вызывает Таймыр» А. Галича и К. Исаева — Моряк, ансамбль цыган
- 1969 — «Красная Шапочка» Е. Шварца — Медведь
- 1969 — «Орфей спускается в ад» Т. Уильямса — Вэл Ксавье
- 1969 — «Пассажирка» З. Посмыш — Эсесовец
- 1969 — «Третья патетическая» Н. Погодина — Валерий
- 1969 — «Человек и джентльмен» Э. де Филиппо — Полицейский
- 1970 — «Большевики» М. Шатрова — Гиль
- 1970 — «Вкус черешни» А. Осецкой
- 1970 — «Кандидат партии» А. Крона — Николай Леонтьев
- 1970 — «Ночь ошибок» О. Голдсмита — Тони Ламкин
- 1971 — «А зори здесь тихие…» Б. Васильева — Васков
- 1971 — «У времени в плену» А. Штейна — Матрос
- 1971 — «Человек со стороны» И. Дворецкого — Алексей Чешков
- 1972 — «Валентин и Валентина» М. Рощина — Валентин
- 1972 — «На всякого мудреца довольно простоты» А. Островского — Глумов
- 1973 — «Безымянная звезда» М. Себастьяна — Григ
- 1973 — «Ночной переполох» М.-Ж. Соважона
- 1973 — «Репортаж с петлёй на шее» Ю. Фучика
- 1973 — «Трамвай „Желание“» Т. Уильямса — Харольд «Митч» Митчелл
- 1975 — «Гамлет» У. Шекспира — Гамлет
- 1976 — «День почти счастливый» Г. Бокарева
- 1977 — «Борис Годунов» А. Пушкина — Борис Годунов[комм. 7]
- 1977 — «Варвары» М. Горького — Черкун
- 1978 — «Остановите Малахова!» В. Аграновского — Журналист
- 1978 — «Плоды просвещения» Л. Толстого — Григорий, слуга
- 1979 — «Гнездо глухаря» В. Розова — Ясюнин
- 1979 — «Революционный этюд» М. Шатрова — Ленин
- 1980 — «Берег» Ю. Бондарева — Вадим Никитин
- 1980 — «Ненависть» А. Шайкевича
- 1983 — «Магелланы» А. Галлиева — Басаргин
- 1987 — «Кабанчик» В. Розова — Богоявленский, ректор
- 1987 — «На золотом дне» по пьесе Д. Мамина-Сибиряка «Золотопромышленники» — Засыпкин
- 1997 — «Поминальная молитва» Г. Горина — Поп
- 2000 — «Нахлебник» И. Тургенева — Кузовкин, дворянин

## Театральные постановки
- 1987 — «Сад без земли» Л. Разумовской
- 1989 — «Судный день» В. Романова и В. Кузнецова
- 1993 — «Страсти под крышей» по пьесе С. Лобозёрова «Семейный портрет с посторонним»[42]
- 2001 — «Афинские вечера» П. Гладилина

## Фильмография
- 1961 — В трудный час — сосед
- 1964 — Царская невеста — опричник
- 1968 — Гольфстрим — Лёня
- 1969 — Суровые километры — эпизод
- 1971 — По собственному желанию (телеспектакль) — Костя Иванов[28][43]
- 1973 — Хаос — эпизод
- 1974 — Безымянная звезда (фильм-спектакль) — Григ
- 1974 — Следую своим курсом — Щукин
- 1975 — Зона повышенной опасности (короткометражный) — отец маленькой девочки
- 1976 — Слово для защиты — адвокат, эпизод
- 1978 — Ветер странствий — Василий Весёлкин
- 1980 — Испанский вариант — эпизод
- 1985 — Осенние утренники — эпизод
- 1986 — Прорыв — эпизод
- 1989 — Его батальон — эпизод
- 1991 — Группа риска — эпизод
- 1998 — Маленький боец — эпизод

## Награды и звания
- заслуженный артист РСФСР (15 ноября 1973)[44];
- премия Свердловского обкома комсомола (1978) — за исполнение роли в спектакле «Остановите Малахова!»[45];
- «лучшая мужская роль» конкурса «Браво! — 1980» — за роль Ленина в спектакле «Революционный этюд»[46];
- народный артист РСФСР (28 июня 1982)[47];
- орден Почёта (1998)[2].

## Отзывы в прессе
«Орфей спускается в ад» в постановке Александра Блинова
Не отвечающего типажу, обрисованному ремаркой самого автора пьесы — «в красоте его есть что-то дикое», работа артиста в роли Вэла признана точной и значительной:
С первого взгляда не скажешь, что он артист или поэт. Но в нём есть иное, не менее важное для раскрытия мысли автора: человеческая цельность, сдержанное волевое начало, за спокойствием сильного человека — доброта и участие к ближнему.Ю. Черняк, «Уральский рабочий» № 252 1969
«Гамлет» в постановке Александра Соколова
Несомненной актёрской удачей назвал автор рецензии в «Вечернем Свердловске» работу Марченко, сыгравшего не только драму ума, но и драму чувств — любая мысль словно проходит через сердце актёра, остающегося при этом естественным и непосредственным.
В. Марченко находит тонкие штрихи для раскрытия мучительного внутреннего душевного разлада Гамлета, показывает значительность, важность его реплик, шуток, решений.А. Еремеев, «Вечерний Свердловск» № 231 1975
«Борис Годунов» в постановке Александра Соколова
Новое звучание старого спектакля театральный критик Юлия Матафонова связывает с естественной, не аффектированной манерой игры Марченко, отличающейся от прежнего исполнителя острым психологизмом. Побывав на одном из первых показов, она отмечает его сдержанность — «царь как бы ищет стиль поведения, соответствующий облику правителя мудрого и несуетного».
«Революционный этюд» в постановке Александра Соколова
Публицистически-интеллектуально-эмоциональная конструкция спектакля сделала его весьма непростым для исполнителя главной роли, — отмечает театровед Я. Тубин, — и Марченко, безусловно, достаточно гибко выполняет труднейшие переходы:
Здесь и сложнейшая нюансировка, о чём уже говорилось, и постоянное, на глазах у зрителей, перевоплощение из «человека театра» в образ, внутреннее состояние Ленина; и исполнение песен этим же актёром.Я. Тубин, «Вечерний Свердловск» № 15 1980

## Комментарии
1. ↑  Был введён в репертуарный спектакль 1964 года постановки.
2. ↑  Был введён в репертуарный спектакль 1958 года постановки.
3. ↑  Был введён в репертуарный спектакль 1967 года постановки.
4. ↑  Был введён в репертуарный спектакль 1967 года постановки.
5. ↑  Был введён в репертуарный спектакль 1963 года постановки.
6. ↑  Был введён в репертуарный спектакль 1963 года постановки.
7. ↑  Со дня постановки в 1974 году роль Годунова исполнял Герман Апитин, когда же артист перешёл в другой коллектив, выбор режиссёра пал на Марченко[40][41].